# アメリカ合衆国商務省国際貿易局
アメリカ合衆国国際貿易局（アメリカがっしゅうこくこくさいぼうえききょく、英語：International Trade Administration、ITA）は、農業以外のアメリカ合衆国のサービスと商品の輸出を促進するアメリカ合衆国商務省の一機関である。
ITAの公表された目標は、次のとおりである。
1. アメリカ人が市場と製品を選択するのを助けるため実際的な情報を提供すること。
2. アメリカ合衆国の貿易協定によって要請されるアメリカ人の国際市場への参加を保証すること。
3. ダンピングや補助金付きの輸入品による不公平な競争からアメリカ人を保護すること。

ITAは、輸入局(IA)、市場参加および法令順守(MAC)、製造業およびサービス(MAS)、米国・海外商業サービス(US&FCS)の4つの部門から成り立っている。
ITAは、1980年1月2日に設立され、商務省国際貿易担当次官によって率いられている。